# Список населённых пунктов городского округа Клин
В списке представлены населённые пункты города областного подчинения Клин с административной территорией (бывшего Клинского района, до 20 октября 2017 года) и городского округа Клин (бывшего Клинского муниципального района,  до 1 октября 2017 года) Московской области и их принадлежность к бывшим (до 1 октября 2017 года) муниципальным образованиям упразднённого 1 октября 2017 года Клинского муниципального района. Перечень населённых пунктов, их наименование и вид даны в соответствии с Законом Московской области от 28.02.2005 № 80/2005-ОЗ «О статусе и границах Клинского муниципального района и вновь образованных в его составе муниципальных образований».
В Клинском муниципальном районе до 2017 года было 3 городских и 5 сельских поселений.
После преобразования Клинского района в городской округ с целью исключения наличия у двух одноимённых населённых пунктов одинаковых категорий постановлением Губернатора Московской области № 673-ПГ от 25 декабря 2018 года:
- деревня Андрианково бывшего городского поселения Клин преобразована в село;
- деревня Горки бывшего городского поселения Клин преобразована в село;
- деревня Захарово бывшего городского поселения Клин преобразована в село;
- деревня Нагорное бывшего городского поселения Клин преобразована в село;
- деревня Троицкое бывшего городского поселения Высоковск преобразована в село.

В 2025 году рабочий посёлок Решетниково преобразован в посёлок городского типа.
Ныне Клинский городской округ включает 265 населённых пунктов (2 города, 1 посёлок городского типа, 15 посёлков, 11 сёл и 236 деревень):
| №   | Населённый пункт       | Тип                     | Население | бывшее муниципальное образование |
| --- | ---------------------- | ----------------------- | --------- | -------------------------------- |
| 1   | Акатово                | деревня                 | ↘32       | сельское поселение Нудольское    |
| 2   | Акатьево               | деревня                 | ↗39       | городское поселение Клин         |
| 3   | Аксёниха               | деревня                 | ↗13       | сельское поселение Петровское    |
| 4   | Аксёново               | деревня                 | ↗56       | сельское поселение Воронинское   |
| 5   | Акулово                | деревня                 | ↗58       | городское поселение Клин         |
| 6   | Александрово           | деревня                 | ↗11       | сельское поселение Воздвиженское |
| 7   | Алексейково            | деревня                 | ↘7        | сельское поселение Нудольское    |
| 8   | Алферьево              | деревня                 | ↘3        | сельское поселение Петровское    |
| 9   | Ананьино               | деревня                 | ↗5        | сельское поселение Зубовское     |
| 10  | Андрианково            | село                    | ↗6        | городское поселение Клин         |
| 11  | Андрианково            | деревня                 | ↘1        | сельское поселение Воронинское   |
| 12  | Анненка                | деревня                 | →5        | сельское поселение Воронинское   |
| 13  | Атеевка                | деревня                 | ↗6        | сельское поселение Воронинское   |
| 14  | Афанасово              | деревня                 | ↗19       | сельское поселение Нудольское    |
| 15  | Бакланово              | деревня                 | ↗34       | сельское поселение Нудольское    |
| 16  | Бекетово               | деревня                 | ↗45       | городское поселение Высоковск    |
| 17  | Белавино               | деревня                 | ↗93       | городское поселение Клин         |
| 18  | Белозерки              | деревня                 | ↗71       | городское поселение Клин         |
| 19  | Березино               | деревня                 | ↗21       | городское поселение Клин         |
| 20  | Бирево                 | деревня                 | ↗411      | городское поселение Клин         |
| 21  | Боблово                | деревня                 | ↗12       | сельское поселение Воронинское   |
| 22  | Богаиха                | деревня                 | ↗8        | сельское поселение Петровское    |
| 23  | Болдыриха              | деревня                 | →11       | сельское поселение Петровское    |
| 24  | Большое Щапово         | деревня                 | ↗60       | сельское поселение Зубовское     |
| 25  | Борис-Глеб             | деревня                 | ↗16       | сельское поселение Зубовское     |
| 26  | Борисово               | деревня                 | ↗281      | городское поселение Клин         |
| 27  | Борихино               | деревня                 | ↗13       | сельское поселение Петровское    |
| 28  | Борки                  | деревня                 | ↗86       | сельское поселение Воронинское   |
| 29  | Борозда                | деревня                 | ↗2408     | городское поселение Клин         |
| 30  | Бортниково             | деревня                 | ↘6        | городское поселение Клин         |
| 31  | Бортницы               | деревня                 | ↗38       | сельское поселение Воздвиженское |
| 32  | Борщево                | село                    | ↗42       | сельское поселение Воронинское   |
| 33  | Бутырки                | деревня                 | ↗19       | сельское поселение Воронинское   |
| 34  | Василево               | деревня                 | ↗45       | городское поселение Клин         |
| 35  | Васильевское-Соймоново | деревня                 | ↗1        | сельское поселение Нудольское    |
| 36  | Васильково             | деревня                 | ↗71       | сельское поселение Воздвиженское |
| 37  | Ватолино               | деревня                 | ↗19       | сельское поселение Воронинское   |
| 38  | Введенское             | деревня                 | ↘1        | городское поселение Клин         |
| 39  | Вельмогово             | деревня                 | ↘155      | городское поселение Клин         |
| 40  | Вертково               | деревня                 | ↘81       | сельское поселение Нудольское    |
| 41  | Владимировка           | деревня                 | ↗18       | сельское поселение Воздвиженское |
| 42  | Владыкина Гора         | деревня                 | ↘19       | сельское поселение Петровское    |
| 43  | Владыкино              | деревня                 | ↘12       | городское поселение Клин         |
| 44  | Воздвиженское          | село                    | ↘1715     | сельское поселение Воздвиженское |
| 45  | Воловниково            | деревня                 | ↗31       | сельское поселение Воздвиженское |
| 46  | Волосово               | деревня                 | ↗4        | сельское поселение Петровское    |
| 47  | Воронино               | деревня                 | ↗88       | сельское поселение Воронинское   |
| 48  | Выголь                 | посёлок                 | ↘124      | сельское поселение Воздвиженское |
| 49  | Высоково               | деревня                 | ↗24       | сельское поселение Воздвиженское |
| 50  | Высоковск              | город                   | ↘12 971   | городское поселение Высоковск    |
| 51  | Вьюхово                | деревня                 | ↘9        | городское поселение Клин         |
| 52  | Гафидово               | деревня                 | ↗26       | сельское поселение Воронинское   |
| 53  | Глухино                | деревня                 | ↗27       | сельское поселение Воздвиженское |
| 54  | Голенищево             | деревня                 | ↗53       | городское поселение Клин         |
| 55  | Голиково               | деревня                 | ↗68       | сельское поселение Зубовское     |
| 56  | Головково              | деревня                 | →55       | городское поселение Клин         |
| 57  | Гологузово             | деревня                 | ↗65       | сельское поселение Воздвиженское |
| 58  | Голышкино              | деревня                 | ↘21       | городское поселение Высоковск    |
| 59  | Горбово                | деревня                 | ↗18       | городское поселение Клин         |
| 60  | Горицы                 | деревня                 | →0        | сельское поселение Петровское    |
| 61  | Горки                  | деревня                 | ↗62       | городское поселение Высоковск    |
| 62  | Горки                  | село                    | ↗114      | городское поселение Клин         |
| 63  | Городище               | деревня                 | ↘4        | сельское поселение Петровское    |
| 64  | Грешнево               | деревня                 | ↗19       | сельское поселение Нудольское    |
| 65  | Григорьевское          | деревня                 | ↗11       | сельское поселение Зубовское     |
| 66  | Губино                 | деревня                 | ↗4        | сельское поселение Зубовское     |
| 67  | Давыдково              | деревня                 | ↗218      | городское поселение Клин         |
| 68  | Демьяново              | посёлок                 | →1        | городское поселение Клин         |
| 69  | Денисово               | деревня                 | ↗10       | сельское поселение Нудольское    |
| 70  | Дмитриева              | деревня                 | ↗25       | городское поселение Высоковск    |
| 71  | Дмитроково             | деревня                 | ↗89       | городское поселение Высоковск    |
| 72  | Дома отдыха «Высокое»  | посёлок                 | ↘97       | сельское поселение Нудольское    |
| 73  | Доршево                | деревня                 | ↘16       | сельское поселение Воронинское   |
| 74  | Дурасово               | деревня                 | ↗1        | сельское поселение Воздвиженское |
| 75  | Дятлово                | деревня                 | ↗123      | сельское поселение Петровское    |
| 76  | Егорьевское            | деревня                 | ↘1        | сельское поселение Нудольское    |
| 77  | Екатериновка           | деревня                 | ↗9        | сельское поселение Нудольское    |
| 78  | Елгозино               | деревня                 | ↘705      | сельское поселение Петровское    |
| 79  | Елино                  | деревня                 | ↗56       | городское поселение Клин         |
| 80  | Ельцово                | деревня                 | ↗11       | сельское поселение Зубовское     |
| 81  | Еросимово              | деревня                 | ↘26       | сельское поселение Воронинское   |
| 82  | Жестоки                | деревня                 | ↗21       | сельское поселение Воздвиженское |
| 83  | Жуково                 | деревня                 | ↗44       | городское поселение Клин         |
| 84  | Заболотье              | деревня                 | ↗1        | сельское поселение Воронинское   |
| 85  | Задний Двор            | деревня                 | ↗4        | сельское поселение Воронинское   |
| 86  | Залесье                | деревня                 | ↗41       | городское поселение Клин         |
| 87  | Заовражье              | деревня                 | ↗23       | сельское поселение Воронинское   |
| 88  | Захарово               | село                    | ↗252      | городское поселение Клин         |
| 89  | Захарово               | деревня                 | ↘8        | сельское поселение Петровское    |
| 90  | Золино                 | деревня                 | ↗34       | сельское поселение Зубовское     |
| 91  | Зубово                 | посёлок                 | ↘1074     | сельское поселение Зубовское     |
| 92  | Ивановское             | село                    | ↗6        | сельское поселение Нудольское    |
| 93  | Ивановское             | деревня                 | →8        | сельское поселение Петровское    |
| 94  | Игумново               | деревня                 | ↗31       | сельское поселение Воздвиженское |
| 95  | Иевлево                | деревня                 | ↗35       | сельское поселение Нудольское    |
| 96  | Ильино                 | деревня                 | ↗45       | городское поселение Клин         |
| 97  | Исаково                | деревня                 | ↗6        | сельское поселение Воронинское   |
| 98  | Кадниково              | деревня                 | ↗3        | сельское поселение Нудольское    |
| 99  | Калинино               | деревня                 | ↗3        | сельское поселение Воронинское   |
| 100 | Караваево              | деревня                 | ↘9        | сельское поселение Нудольское    |
| 101 | Кирпичного завода      | посёлок                 | ↘10       | городское поселение Клин         |
| 102 | Китенево               | деревня                 | ↘14       | сельское поселение Воздвиженское |
| 103 | Кленково               | деревня                 | ↗41       | сельское поселение Зубовское     |
| 104 | Климовка               | деревня                 | ↗15       | сельское поселение Нудольское    |
| 105 | Клин                   | город                   | ↘88 425   | городское поселение Клин         |
| 106 | Княгинино              | деревня                 | ↘0        | сельское поселение Петровское    |
| 107 | Ковылино               | деревня                 | →0        | сельское поселение Петровское    |
| 108 | Колосово               | деревня                 | ↘70       | городское поселение Высоковск    |
| 109 | Комлево                | деревня                 | →1        | сельское поселение Воздвиженское |
| 110 | Кондырино              | деревня                 | ↘1        | сельское поселение Воронинское   |
| 111 | Кононово               | деревня                 | →26       | сельское поселение Нудольское    |
| 112 | Коноплино              | деревня                 | ↗29       | городское поселение Клин         |
| 113 | Копылово               | деревня                 | ↘28       | сельское поселение Воздвиженское |
| 114 | Кореньки               | деревня                 | →6        | сельское поселение Нудольское    |
| 115 | Корост                 | деревня                 | ↗34       | сельское поселение Воздвиженское |
| 116 | Косово                 | деревня                 | ↗11       | городское поселение Высоковск    |
| 117 | Коськово               | деревня                 | ↗2        | сельское поселение Нудольское    |
| 118 | Красный Холм           | деревня                 | ↗8        | сельское поселение Нудольское    |
| 119 | Крупенино              | деревня                 | ↗10       | сельское поселение Воронинское   |
| 120 | Крутцы                 | деревня                 | ↗27       | сельское поселение Воздвиженское |
| 121 | Крюково                | деревня                 | ↘10       | сельское поселение Воздвиженское |
| 122 | Кузнецово              | деревня                 | ↘493      | сельское поселение Нудольское    |
| 123 | Кузнечково             | деревня                 | ↗22       | сельское поселение Нудольское    |
| 124 | Лаврово                | деревня                 | ↗292      | городское поселение Клин         |
| 125 | Лазарево               | деревня                 | ↗2        | сельское поселение Нудольское    |
| 126 | Лесной                 | посёлок                 | ↘23       | сельское поселение Нудольское    |
| 127 | Ловцово                | деревня                 | ↗10       | городское поселение Высоковск    |
| 128 | Лукино                 | деревня                 | ↗4        | сельское поселение Петровское    |
| 129 | Максимково             | деревня                 | ↗71       | сельское поселение Зубовское     |
| 130 | Макшеево               | деревня                 | ↗40       | городское поселение Высоковск    |
| 131 | Малая Борщёвка         | деревня                 | ↘74       | сельское поселение Воронинское   |
| 132 | Малеевка               | деревня                 | ↘1220     | сельское поселение Нудольское    |
| 133 | Малое Щапово           | деревня                 | ↗36       | сельское поселение Зубовское     |
| 134 | Марино                 | деревня                 | ↗4        | сельское поселение Нудольское    |
| 135 | Марков Лес             | посёлок                 | ↘415      | городское поселение Клин         |
| 136 | Марфино                | деревня                 | →8        | сельское поселение Нудольское    |
| 137 | Масюгино               | деревня                 | ↗174      | городское поселение Высоковск    |
| 138 | Матвеево               | деревня                 | ↗12       | городское поселение Клин         |
| 139 | Мащерово               | деревня                 | ↗2        | сельское поселение Петровское    |
| 140 | Медведково             | деревня                 | ↘33       | городское поселение Клин         |
| 141 | Меленки                | деревня                 | ↘2        | сельское поселение Зубовское     |
| 142 | Микляево               | деревня                 | ↘12       | сельское поселение Воронинское   |
| 143 | Милухино               | деревня                 | →0        | сельское поселение Петровское    |
| 144 | Минино                 | деревня                 | ↘51       | городское поселение Клин         |
| 145 | Мисирёво               | деревня                 | ↗269      | городское поселение Клин         |
| 146 | Михайловское           | деревня                 | ↘36       | сельское поселение Нудольское    |
| 147 | Мишнево                | деревня                 | ↘2        | сельское поселение Воронинское   |
| 148 | Мужево                 | деревня                 | ↗13       | сельское поселение Воронинское   |
| 149 | Мякинино               | деревня                 | ↗24       | сельское поселение Зубовское     |
| 150 | Нагорное               | село                    | →68       | городское поселение Клин         |
| 151 | Нагорное               | деревня                 | →0        | сельское поселение Петровское    |
| 152 | Надеждино              | деревня                 | ↗11       | сельское поселение Нудольское    |
| 153 | Назарьево              | деревня                 | →2        | городское поселение Высоковск    |
| 154 | Напругово              | деревня                 | ↗124      | сельское поселение Зубовское     |
| 155 | Нарынка                | посёлок                 | ↗1966     | сельское поселение Нудольское    |
| 156 | Некрасино              | деревня                 | ↘188      | сельское поселение Воздвиженское |
| 157 | Непейцино              | деревня                 | ↗5        | сельское поселение Воронинское   |
| 158 | Никитское              | деревня                 | ↗80       | городское поселение Клин         |
| 159 | Николаевка             | деревня                 | ↘3        | сельское поселение Нудольское    |
| 160 | Никольское             | деревня                 | ↘7        | сельское поселение Нудольское    |
| 161 | Новая                  | деревня                 | ↘7        | сельское поселение Воронинское   |
| 162 | Новиково               | деревня                 | ↗30       | сельское поселение Петровское    |
| 163 | Новинки                | деревня                 | ↗37       | сельское поселение Нудольское    |
| 164 | Новоселки              | деревня                 | ↗13       | сельское поселение Воздвиженское |
| 165 | Новощапово             | деревня                 | ↘850      | сельское поселение Зубовское     |
| 166 | Ногово                 | деревня                 | ↘111      | сельское поселение Петровское    |
| 167 | Нудоль                 | посёлок                 | ↘1203     | сельское поселение Нудольское    |
| 168 | Овсянниково            | деревня                 | ↗5        | сельское поселение Воздвиженское |
| 169 | Опалево                | деревня                 | ↗110      | сельское поселение Зубовское     |
| 170 | Опритово               | деревня                 | ↗4        | сельское поселение Зубовское     |
| 171 | Орлово                 | деревня                 | ↗4        | сельское поселение Воронинское   |
| 172 | Отрада                 | деревня                 | ↘24       | сельское поселение Нудольское    |
| 173 | Павельцево             | деревня                 | ↗38       | сельское поселение Петровское    |
| 174 | Папивино               | деревня                 | ↗154      | городское поселение Клин         |
| 175 | Парфенькино            | деревня                 | ↗7        | сельское поселение Петровское    |
| 176 | Першутино              | деревня                 | ↘267      | городское поселение Клин         |
| 177 | Петровка               | деревня                 | ↗2        | сельское поселение Воронинское   |
| 178 | Петровское             | село                    | ↘962      | сельское поселение Петровское    |
| 179 | Плюсково               | деревня                 | ↗6        | сельское поселение Воронинское   |
| 180 | ПМК-8                  | посёлок                 | ↗56       | сельское поселение Воронинское   |
| 181 | Поджигородово          | деревня                 | ↗4        | сельское поселение Нудольское    |
| 182 | Подоистрово            | деревня                 | ↗12       | сельское поселение Нудольское    |
| 183 | Подорки                | деревня                 | ↗39       | сельское поселение Воздвиженское |
| 184 | Подтеребово            | деревня                 | ↗10       | сельское поселение Воронинское   |
| 185 | Покров                 | деревня                 | ↗46       | городское поселение Клин         |
| 186 | Покровка               | деревня                 | ↘359      | городское поселение Клин         |
| 187 | Покровское-Жуково      | деревня                 | ↘10       | сельское поселение Нудольское    |
| 188 | Полуханово             | деревня                 | ↗115      | городское поселение Клин         |
| 189 | Полушкино              | деревня                 | ↗16       | городское поселение Высоковск    |
| 190 | Попелково              | деревня                 | ↗27       | сельское поселение Зубовское     |
| 191 | Поповка                | деревня                 | ↘43       | сельское поселение Нудольское    |
| 192 | Праслово               | деревня                 | ↗229      | городское поселение Клин         |
| 193 | Пупцево                | деревня                 | ↗20       | сельское поселение Петровское    |
| 194 | Пустые Меленки         | деревня                 | ↗20       | городское поселение Клин         |
| 195 | Радованье              | деревня                 | ↗9        | сельское поселение Нудольское    |
| 196 | Раздолье               | посёлок                 | ↘311      | сельское поселение Воронинское   |
| 197 | Решетниково            | посёлок городского типа | ↘4624     | городское поселение Решетниково  |
| 198 | Решоткино              | деревня                 | ↘1084     | городское поселение Клин         |
| 199 | Рогатино               | деревня                 | ↗30       | сельское поселение Воронинское   |
| 200 | Рубчиха                | деревня                 | ↗20       | городское поселение Клин         |
| 201 | Румяново               | деревня                 | ↘11       | городское поселение Высоковск    |
| 202 | Русино                 | деревня                 | ↗37       | сельское поселение Воронинское   |
| 203 | Савино                 | деревня                 | →0        | сельское поселение Нудольское    |
| 204 | Свистуново             | деревня                 | →13       | сельское поселение Воздвиженское |
| 205 | Селевино               | деревня                 | ↗86       | городское поселение Клин         |
| 206 | Селинское              | село                    | ↗176      | городское поселение Клин         |
| 207 | Селифоново             | деревня                 | →3        | сельское поселение Зубовское     |
| 208 | Семенково              | деревня                 | ↘13       | сельское поселение Нудольское    |
| 209 | Семчино                | деревня                 | ↗14       | сельское поселение Воздвиженское |
| 210 | Сергеевка              | деревня                 | ↘6        | сельское поселение Нудольское    |
| 211 | Сидорково              | деревня                 | ↘1        | городское поселение Клин         |
| 212 | Синьково               | деревня                 | ↘9        | городское поселение Клин         |
| 213 | Ситники                | деревня                 | ↗24       | сельское поселение Нудольское    |
| 214 | Скрепящево             | деревня                 | ↗25       | сельское поселение Нудольское    |
| 215 | Слобода                | деревня                 | ↗1351     | сельское поселение Воронинское   |
| 216 | Слободка               | деревня                 | →0        | сельское поселение Воронинское   |
| 217 | Сметанино              | деревня                 | ↘3        | сельское поселение Петровское    |
| 218 | Соголево               | деревня                 | ↘167      | сельское поселение Зубовское     |
| 219 | Соково                 | деревня                 | ↗43       | сельское поселение Воронинское   |
| 220 | Соколово               | деревня                 | ↘0        | сельское поселение Зубовское     |
| 221 | Сохино                 | деревня                 | ↘54       | городское поселение Клин         |
| 222 | Спас-Заулок            | село                    | ↗1553     | городское поселение Клин         |
| 223 | Спас-Коркодино         | деревня                 | ↘21       | сельское поселение Воронинское   |
| 224 | Спасское               | деревня                 | ↘109      | сельское поселение Петровское    |
| 225 | Спецово                | деревня                 | ↗10       | сельское поселение Петровское    |
| 226 | Степанцево             | деревня                 | ↗55       | сельское поселение Воздвиженское |
| 227 | Степаньково            | деревня                 | ↘25       | сельское поселение Нудольское    |
| 228 | Стреглово              | деревня                 | ↘201      | городское поселение Клин         |
| 229 | Стрелково              | деревня                 | ↘3        | сельское поселение Нудольское    |
| 230 | Струбково              | деревня                 | ↗742      | сельское поселение Зубовское     |
| 231 | Таксино                | деревня                 | ↗16       | сельское поселение Воздвиженское |
| 232 | Тарасово               | деревня                 | ↗4        | сельское поселение Петровское    |
| 233 | Тархово                | деревня                 | ↘44       | сельское поселение Петровское    |
| 234 | Темново                | деревня                 | ↗32       | сельское поселение Зубовское     |
| 235 | Теренино               | деревня                 | ↗3        | сельское поселение Петровское    |
| 236 | Терехова               | деревня                 | ↘37       | сельское поселение Воронинское   |
| 237 | Тетерино               | деревня                 | ↘19       | городское поселение Клин         |
| 238 | Тиликтино              | деревня                 | ↗500      | сельское поселение Нудольское    |
| 239 | Тимонино               | деревня                 | ↗36       | городское поселение Высоковск    |
| 240 | Титково                | деревня                 | ↗14       | городское поселение Клин         |
| 241 | Тихомирово             | деревня                 | ↗10       | сельское поселение Петровское    |
| 242 | Третьяково             | деревня                 | ↗65       | городское поселение Высоковск    |
| 243 | Трехденево             | деревня                 | ↗19       | сельское поселение Воронинское   |
| 244 | Троицино               | деревня                 | ↗55       | городское поселение Клин         |
| 245 | Троицкое               | село                    | ↗132      | городское поселение Высоковск    |
| 246 | Троицкое               | деревня                 | ↗23       | сельское поселение Нудольское    |
| 247 | Туркмен                | посёлок                 | →201      | городское поселение Решетниково  |
| 248 | Украинка               | деревня                 | ↘22       | сельское поселение Нудольское    |
| 249 | Фроловское             | деревня                 | ↗94       | городское поселение Клин         |
| 250 | Хлыниха                | деревня                 | ↗3        | сельское поселение Воздвиженское |
| 251 | Хохлово                | деревня                 | ↗29       | сельское поселение Нудольское    |
| 252 | Чайковского            | посёлок                 | ↘2025     | городское поселение Клин         |
| 253 | Чернятино              | деревня                 | ↘62       | сельское поселение Воздвиженское |
| 254 | Чумичево               | деревня                 | ↘13       | сельское поселение Воронинское   |
| 255 | Шарино                 | деревня                 | ↘49       | сельское поселение Нудольское    |
| 256 | Шевелево               | деревня                 | ↗43       | городское поселение Клин         |
| 257 | Шевериха               | деревня                 | ↗2        | сельское поселение Воздвиженское |
| 258 | Шевляково              | посёлок                 | ↘1664     | сельское поселение Воронинское   |
| 259 | Шипулино               | деревня                 | ↗134      | городское поселение Высоковск    |
| 260 | Ширяево                | деревня                 | ↗84       | сельское поселение Воронинское   |
| 261 | Щекино                 | деревня                 | ↘233      | сельское поселение Нудольское    |
| 262 | Языково                | деревня                 | ↗4        | городское поселение Клин         |
| 263 | Ямуга                  | деревня                 | ↗417      | городское поселение Клин         |
| 264 | Ямуга                  | посёлок                 | ↗90       | городское поселение Клин         |
| 265 | Ясенево                | деревня                 | ↗132      | сельское поселение Зубовское     |